# Виатор
Виатор (на испански: Viator) е населено място и община в Испания. Намира се в провинция Алмерия, в състава на автономната област Андалусия. Общината влиза в състава на района (комарка) Голяма Алмерия. Заема площ от 21 km². Населението му е 5043 души (по данни от 2010 г.). Разстоянието до административния център на провинцията е 6 km.

## Демография
| 1996 | 1998 | 1999 | 2000 | 2001 | 2002 | 2003 | 2004 | 2005 | 2006 |
| ---- | ---- | ---- | ---- | ---- | ---- | ---- | ---- | ---- | ---- |
| 3186 | 3385 | 3493 | 3567 | 3634 | 3617 | 3793 | 3872 | 3950 | 4288 |